# Arjun (film)
Arjun (telugu: అర్జున్, w tamilskim Varenda Madhuraiku, w malajalam Arjun) – tollywoodzki film akcji z 2004 roku z Maheshem Babu w roli głównej, wyreżyserowany przez Gunasekhara, autora Okkadu i Sainikudu. 
Za swoją rolę Mahesh Babu został nagrodzony "Nandi Award for Special Jury" (Nagroda Nandi). Jest to drugi po Okkadu film Gunasekhara, zrealizowany we współpracy z tym aktorem.

## Fabuła
Akcja rozgrywa się w Hajdarabadzie. Arjun (Mahesh Babu) i Meenakshi są kochającym się rodzeństwem. Oboje zdają egzaminy końcowe w college'u. Podczas gdy rodzice zastanawiają się nad zaaranżowaniem dla córki odpowiedniego małżeństwa, Meenakshi zwierza się bratu, że jej sercu bliski jest kolega z college'u. Nieśmiały Uday dopiero po powrocie ze studiów do domu odważa się wyznać w liście miłość do Meenakshi. Arjun jest wzburzony, że Uday (przymuszany przez rodziców do małżeństwa z inną) proponuje Meenakshi ucieczkę z domu, chcąc ją potajemnie poślubić. Arjun, zmartwiony o siostrę, jedzie z nią i z rodzicami do Maduraj w Tamilnadu. Tam, na oczach zdumionych rodziców Udaya, dodaje mu odwagi w walce o własne szczęście. Wbrew woli rodziców Uday poślubia Meenakshi.

## Obsada
- Mahesh Babu – Arjun
- Shriya Saran – Roopa
- Keerthi Reddy – Meenakshi
- Raja – Uday
- Prakash Raj – Bala Nayagar
- Saritha – Andal

## Piosenki
Film zawiera 6 piosenek skomponowanych przez Mani Sharma:
1. Okka Matta (na ekranie Mahesh)
2. Oh Cheli (na ekranie Sriya i Mahesh)
3. Mudhura Madhura (na ekranie Keerthi Reddy i Mahesh w świątyni)
4. Raa Raa (Sriya i Mahesh:przed świątynią)
5. Hey Pilla (na ekranie Mahesh i Sriya)
6. Dum Dumare (na ekranie Mahesh, Sriya, i Keerthi Reddy)